# Clotilde Luisi
Clotilde Luisi, née le 24 juillet 1882 à Paysandú en Uruguay et morte en 1969 à Rome, est une avocate, universitaire et féministe uruguayenne.
Elle est la première Uruguayenne à étudier à la faculté de droit de l'université de la République de l'Uruguay, puis la première femme avocate de l'Uruguay. Elle est également professeur de droit et pédagogue, et devient à 30 ans la doyenne de l'université des femmes à sa création en 1913, jusqu'en 1919. Elle est de plus écrivaine, traductrice, militante féministe et compétitrice aux Jeux olympiques.

## Biographie
Clotilde Luisi naît à Paysandú, dans l'ouest de l'Uruguay, en 1882. Elle est la fille d'Angel Luisi Pisano, qui est un émigré d'origine italienne, franc-maçon libéral et ancien soldat garibaldien, et de Josefina Janicki, qui est la fille d'exilés polonais en France,,. Elle a plusieurs sœurs, dont Luisa qui deviendra poète et féministe, et Paulina leur sœur aînée qui deviendra la première Uruguayenne docteur en médecine, et elle aussi féministe,.
Clotilde Luisi effectue sa scolarité en suivant les cours de l'Institut Normal pour jeunes filles de Montevideo fondé par María Stagnero de Munar. Elle y obtient le diplôme d'enseignant normal de l'instruction primaire, c'est-à-dire d'institutrice. En 1900, grâce à une bourse accordée par l'Institut pour enfants sourds-muets de Buenos Aires, elle part dans cette ville pour y étudier les méthodes d'enseignement aux enfants handicapés. Elle y réussit au bout de deux ans les examens voulus dans ce domaine, et revient alors à Montevideo pour intégrer l'université de la République uruguayenne, où elle est la première étudiante en droit. Elle y étudie de 1906 à 1911 le droit et les sciences sociales et obtient son diplôme d'avocate, et devient la première femme uruguayenne à obtenir ce diplôme. Après ses études, elle est envoyée en Europe pour représenter son pays à la Conférence des enseignants sourds-muets qui a lieu à Rome.
À son retour en Uruguay, elle est nommée professeur de philosophie morale et de religion à l'Institut normal pour jeunes filles. Elle organise la bibliothèque de la faculté de droit de l'Université de la République, elle est nommée professeur dans cette faculté.
Lorsque l'Université des Femmes est fondée à Montevideo en 1913 à Montevideo, Clotilde Luisi en devient la doyenne,, et en occupe les fonctions jusqu'en 1919. Elle y est aussi professeur de droit romain et d'histoire du droit.
Elle écrit sur des sujets historiques et philosophiques et traduit plusieurs ouvrages philosophiques en espagnol. Elle écrit en plus des romans et nouvelles dans le style fantastique.
Elle participe aux compétitions artistiques aux Jeux olympiques d'été de 1948 à Londres, et y obtient une mention honorable en catégorie Littérature et Art dramatique, pour une pièce en trois actes écrite avec son futur époux José María Podestá. Politiquement, elle est communiste et effectue un voyage en Union soviétique.
Clotilde Luisi passe les dernières années de sa vie en Italie, où son mari, diplomate, travaille à l'ambassade d'Uruguay. Elle meurt à Rome en 1969.

## Principaux ouvrages
- Regreso y otros cuentos, 1953.
- Treinta jovenes poetas Italianos (avec José María Podestá), 1958.